# Éven
Éven, ou Yves (né dans le duché de Bretagne et mort le 26 septembre 1081 à Dol), est un cardinal du XIe siècle.   

## Origine
Éven est le fils du miles, c'est-à-dire chevalier, Raoul le Large (vers 1030-1050) et le frère de Main, père de Guillaume d'Aubigné. Par son père il est vraisemblablement issu de la lignée féodale dite des « Raoul du nord-est de la Bretagne ».

## Carrière
Il est membre de l'ordre des bénédictins dans l'abbaye Saint-Florent de Saumur, puis abbé de l'abbaye Saint-Melaine à Rennes. Le pape Grégoire VII le crée cardinal lors du consistoire de 1073.
Il accompagne à Rome le jeune Gilduin de Dol, pressenti pour être nommé archevêque de Dol comme  successeur de Juhel ou Juthaël, frappé d'anathème. À la suite de la renonciation de Gilduin, il devient lui-même archevêque. En plaçant Éven à la tête de la métropole de Dol et en acceptant son statut d'archevêque, Grégoire VII  souhaitait probablement s'appuyer sur son autorité afin d'assoir le contrôle du Saint-Siège sur les évêchés de Bretagne. En mai 1078 le pape doit toutefois envoyer trois légats pontificaux sous la conduite de Hugues de Die pour obtenir le renoncement de Juhel, soutenu par Guillaume le Conquérant, et confirmer Éven sur son siège. Éven rejoint ensuite l'obédience de l'antipape Clément III et meurt en schisme.